# シュテファン・デニフル
シュテファン・デニフル（Stefan Denifl、1987年9月22日 - ）は、オーストリア、チロル州出身の自転車競技（ロードレース）選手。

## 経歴
2007年、エルクハウス・シンプロンにてプロキャリアスタート。
2010年、サーヴェロ・テストチームに移籍。
2011年、レオパード・トレックに移籍。
2012年、ヴァカンソレイユ・DCMに移籍。
2013年、IAMサイクリングに移籍。
2017年、IAMサイクリングの解散に伴い、アクア・ブルースポーツに移籍。
ブエルタ・ア・エスパーニャ第17ステージにてグランツール初勝利を決めた。
2019年はCCCチームへの移籍を予定していたが「個人的理由」から契約を解除し、2018年をもって引退。

## ドーピング
2019年ノルディックスキー世界選手権で発覚したスキー選手のドーピングスキャンダルの関連で血液ドーピングを行おうとしていたことが発覚しそうになり、その直前に自らドーピング未遂を告白した。2019年6月、2014年以降に血液ドーピングを行なっていたとして4年間の出場停止処分が確定。2014年以降の成績は剥奪となった。

## 主な戦績

### 2008年
オーストリア選手権　優勝（個人タイムトライアル）

### 2009年
インターナショナル・テューリンゲン一周U23　総合優勝

### 2013年
- バイエルン一周　山岳賞

### 2016年
- ツール・ド・スイス　 山岳賞

### 2017年
- ツアー・オブ・オーストリア　総合優勝
- ブエルタ・ア・エスパーニャ　区間優勝(第17ステージ)

## 参照
シュテファン・デニフルのプロフィール - ProCyclingStats